# Topaz Road National Park
Topaz Road National Park är en park i Australien. Den ligger i delstaten Queensland, omkring 1 300 kilometer nordväst om delstatshuvudstaden Brisbane.
Runt Topaz Road National Park är det mycket glesbefolkat, med 6 invånare per kvadratkilometer.. Närmaste större samhälle är Malanda, omkring 12 kilometer nordväst om Topaz Road National Park.
I omgivningarna runt Topaz Road National Park växer i huvudsak städsegrön lövskog. Genomsnittlig årsnederbörd är 2 169 millimeter. Den regnigaste månaden är mars, med i genomsnitt 496 mm nederbörd, och den torraste är oktober, med 36 mm nederbörd.